# Francess Halpenny
 Francess Halpenny CC (* 27. Mai 1919 in Ottawa, Kanada; † 25. Dezember 2017 in Toronto, Kanada) war eine kanadische Herausgeberin und Hochschullehrerin. Sie war Professorin an der University of Toronto und Dekanin der dortigen Fakultät für Bibliothekswissenschaft. Sie war Herausgeberin der kanadischen Nationalbiografie Dictionary of Canadian Biography. 

## Leben und Werk
Halpenny war die Tochter von Viola Gertrude (geb. Westman) und James Leroy Halpenny. Sie wuchs in den 20er und 30er Jahren in Ost-Ontario auf und zog 1929 nach Toronto. Sie besuchte die Brown School und das Oakwood Collegiate. Mit einem Stipendium studierte sie englische Sprache und Literatur an der University of Toronto, wo sie 1940 einen Bachelor-Abschluss und 1941 einen Master-Abschluss erhielt. Während ihres Studiums trat sie  im Hart House Theatre auf und arbeitete als Autorin und Regisseurin.
Nachdem sie anschließend etwas mehr als ein Jahr in einer Juniorposition bei dem kanadischen Universitätsverlag University of Toronto Press gearbeitet hatte, meldete sie sich bei der Royal Canadian Air Force an. Sie absolvierte eine Ausbildung zur Meteorologin und war vom 19. Oktober 1942 bis zum 2. November 1945 zunächst in Torbay, Neufundland, stationiert, wo sie eine U-Boot-Abwehrpatrouille durch die Verfolgung von Wettermustern im Nordatlantik unterstützte. Später diente sie kurz in Summerside (Prince Edward Island).
Nach dem Krieg kehrte sie zur University of Toronto Press (UTP) zurück. Einer ihrer ersten Aufträge war die Herausgabe von The Government of Canada des Politikwissenschaftlers Robert MacGregor Dawson. Sie erstellte die Bibliographie für Letters in Canada, die jährliche bikulturelle Umfrage der University of Toronto Quarterly zur kanadischen Literatur und redigierte die Manuskripte von Wissenschaftlern wie die des Kunsthistorikers J. Russell Harper. Sie leitete die Redaktion von UTP von 1957 bis 1969.
Von 1969 bis 1988 war sie Chefredakteurin und Herausgeberin des Dictionary of Canadian Biography/Dictionnaire biographique du Canada (DCB/DBC) einem gemeinsamen Projekt von UTP und Presses de l'Université Laval. Insgesamt betreute sie die Veröffentlichung von zehn Bänden des Wörterbuchs, die zusammen die Jahre 1741 bis 1900 abdeckten, sowie eines Index für die Bände eins bis zwölf, die die Jahre 1000 bis 1900 umfassten. Die Bände und der Index wurden von 1972 bis 1991 veröffentlicht. 
Während sie weiterhin als allgemeine Herausgeberin fungierte, war sie von 1972 bis 1978 Dekanin der Fakultät für Bibliothekswissenschaft an der University of Toronto und wurde 1977 in den Beirat der Nationalbibliothek berufen, dessen Vorsitz sie von 1979 bis 1982 innehatte. Von 1978 bis 1984 war sie stellvertretende Direktorin der UTP.
1972 wurde sie zur Professorin für Bibliothekswissenschaften ernannt. An der Fakultät unterrichtete sie achtzehn Jahre lang einen Kurs für zeitgenössisches Verlagswesen. Sie verfasste zahlreiche Artikel über Redaktion, Veröffentlichung und Biografie in wissenschaftlichen Zeitschriften und Sammlungen. 1985 wurde sie Mitherausgeberin von Scholarly Publishing.
Nur wenige Monate vor ihrem Tod im Alter von 98 Jahren schrieb sie ihre Autobiografie A world of words. 

## Auszeichnungen (Auswahl)
- 1977: Fellow of the Royal Society of Canada
- 1979: Officer des Order of Canada[4]
- 1983: Molson Prize[5]
- 1983: Ehrendoktor der University of New Brunswick[6]
- 1984: Companion des Order of Canada[4]
- 1986: Ehrendoktor der Universität Laval[7]